# Luigi Magnotti
Luigi Magnotti (Boffalora sopra Ticino, 23 aprile 1895 – Milano, 8 luglio 1948) è stato un ciclista su strada italiano.

## Carriera
Nato nel 1895 a Boffalora sopra Ticino, in provincia di Milano, nel 1922 partecipò al Giro di Lombardia, arrivando 16º. Nel 1923 prese invece parte al Giro d'Italia, ritirandosi, alla Milano-Sanremo, terminando 21º, e di nuovo al Giro di Lombardia, chiudendo 18º. Nello stesso anno, e poi anche nel 1924, partecipò ai Mondiali, nella corsa in linea Dilettanti, unico evento allora presente, arrivando 4º a Zurigo 1923 e 15º a Parigi 1924.  
Nel 1924, a 29 anni, vinse il Giro di Romagna e prese parte ai Giochi olimpici di Parigi 1924, terminando 20º nella corsa individuale in 6h53'25"0 e 5º nella corsa a squadre (dove venivano sommati i tempi dei ciclisti della stessa nazione ottenuti nella corsa individuale) con il tempo di 20h19'59"2.
Corse nel 1923 e 1924 con Atala e Ancora, nel 1927 da individuale e nel 1928 con la Touring - Pirelli, ritirandosi a 33 anni.
Morì nel 1948, a 53 anni.

## Palmarès
- 1924 (Ancora, una vittoria)

Giro di Romagna

## Piazzamenti

### Grandi Giri
- Giro d'Italia

1923: ritirato

### Classiche monumento
- Milano-Sanremo

1923: 21º
- Giro di Lombardia

1922: 16º
1923: 18º

### Competizioni mondiali
- Campionati del mondo

Zurigo 1923 - In linea Dilettanti: 4º
Parigi 1924 - In linea Dilettanti: 15º
- Giochi olimpici

Parigi 1924 - A squadre: 5º
Parigi 1924 - Individuale: 20º